# Igdamanosaurus
Igdamanosaurus — це вимерлий рід крейдяних морських ящерів, що належить до родини мозазаврів. Він класифікується як частина триби Globidensini (в межах Mosasaurinae), і подібний до інших членів триби, впізнається за округлими зубами, схожими на горбки. Ці зуби вказують на вузькоспеціалізований спосіб життя, ймовірно, включаючи дієту дурофагів.
Рід містить один вид, Igdamanosaurus aegyptiacus, з морських середовищ Африки маастрихтського віку. Його фрагментарні викопні залишки були знайдені в формації Дуві в Єгипті, басейні Улед-Абдун в Марокко та формації Дукамадже в Нігері.